# Aram Hakobian (joueur d'échecs)
Pour les articles homonymes, voir Aram Hakobian.
Aram Hakobian est un joueur d'échecs arménien né le 1er avril 2001 à Erevan.
Au 1er novembre 2020, il est le 14e joueur arménien et le 14e junior mondial avec un classement Elo de 2 598 points.

## Biographie et carrière
Aram Hakobian remporta le championnat du monde des moins de douze ans en 2013 avec 9,5 points sur 11,.  Il marque 7,5 points sur 11 (38e place) au championnat d'Europe d'échecs individuel 2017 et 7 points sur 11 (42e place) au championnat d'Europe 2018.
En 2018, il marque 5 points sur 9 à l'Open Aeroflot et réalise une troisième norme de grand maître international.
En 2019, il remporte la médaille de bronze au championnat du monde d'échecs junior avec 11 points sur 13.